# 丘汝良
丘汝良（1494年—1530年），字民牧，江西廣信府貴溪縣人，民籍，明朝政治人物。

## 生平
嘉靖元年（1522年）壬午科江西鄉試第一百二十七名舉人，八年（1529年）中式己丑科會試第二百二十九名，三甲第一百十九名進士。吏部觀政，九年（1530年）未仕而卒。

## 家族
曾祖丘福，贈嘉議大夫都察院右副都御史；祖父丘䵼，贈儒林郎布政使司理問；父丘鈿，知州。母李氏（封安人）。具慶下。兄丘汝秀、丘汝清，弟丘汝賢、丘汝偉、丘汝正、丘汝方。